# M/elody
「M/elody」（メロディ）は、日本のシンガーソングライター・辻詩音の3作目のシングル作品。2009年8月5日にDefSTAR RECORDSよりリリース。

## 解説
2009年第2弾シングル。前作に続いてのテレビアニメタイアップである。初回生産盤は『東京マグニチュード8.0』アニメ絵柄ワイドキャップラベル仕様。
タイトルにMの後スラッシュが引かれているのは、メロディとメッセージの2つの意味が込められている。

## 収録曲
1. M/elody (3:47)
CX系「ノイタミナ」枠テレビアニメ『東京マグニチュード8.0』エンディングテーマ。
2. ナミノリ (3:55)
3. M/elody (Instrumental)

全曲、作詞/作曲：辻詩音 編曲：mw

## 収録アルバム
- 東京マグニチュード8.0 オリジナルサウンドトラック（#1）
- Catch!（#1）